# قله کره آزاد
قله کره آزاد (به لاتین: Free Korea Peak) یک کوه در قرقیزستان است که در استان چوی واقع شده‌است. قله کره آزاد ۴٬۷۴۰ متر بالاتر از سطح دریا واقع شده‌است.